# Rosenbinka
Rosenbinka (Erigeron borealis) är en flerårig ört. Den blir omkring 20 centimeter hög och har röda eller violetta strålblommor. Rosenbinkan växer på ängsmark på lägre nivåer i fjälltrakterna.